# Vara kommun, Estland
Vara kommun (estniska: Vara vald) var en kommun i landskapet Tartumaa i östra Estland. Kommunen låg cirka 170 kilometer sydost om huvudstaden Tallinn.
Kommunen uppgick 2017 i Peipsiääre kommun.

### Karta

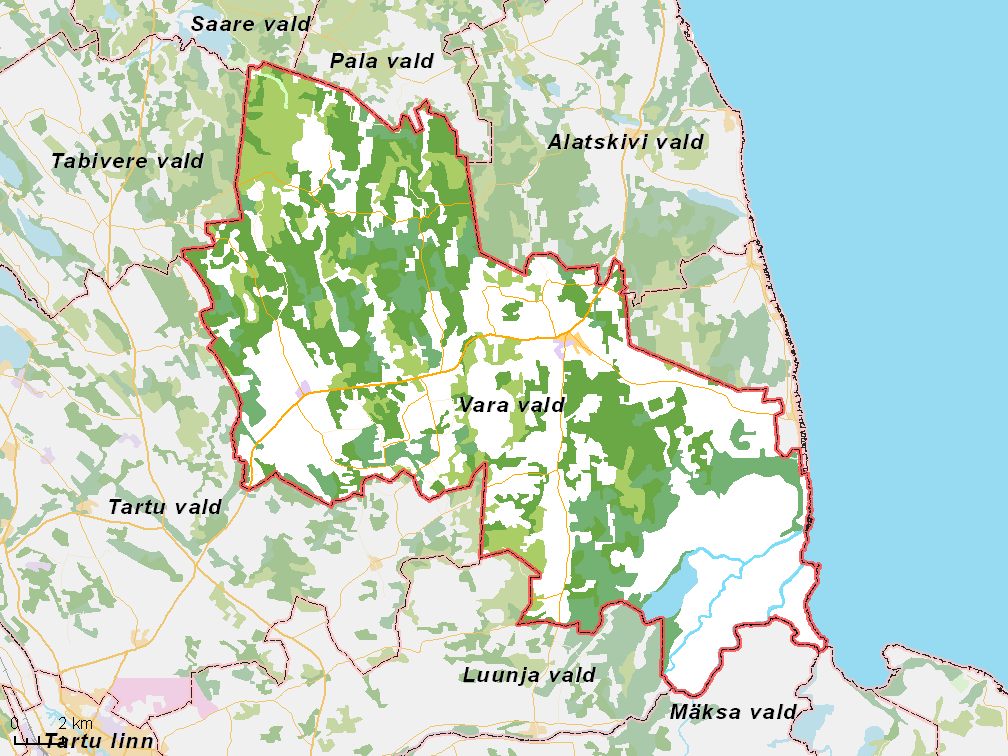
Översiktlig karta över den dåvarande kommunen.

## Orter
I Vara kommun fanns 28 byar.

### Byar
- Alajõe
- Kargaja
- Kauda
- Keressaare
- Koosa
- Koosalaane
- Kusma
- Kuusiku
- Matjama
- Meoma
- Metsakivi
- Mustametsa
- Papiaru
- Pilpaküla
- Praaga
- Põdra
- Põldmaa
- Põrgu
- Rehemetsa
- Selgise
- Sookalduse
- Särgla
- Tähemaa
- Undi
- Vanaussaia
- Vara (tidigare centralort)
- Välgi
- Ätte